# Сибирский крот
Сибирский крот, или алтайский крот (лат. Talpa altaica) — насекомоядное млекопитающее семейства кротовых.

## Внешний вид
Отличается от обычного европейского крота более выраженным половым диморфизмом (самцы крупнее самок), более коротким хвостом и мелкими зубами, а также его глаза почти не заметны. Длина тела самцов 13,5—19,5 см, самок 13—17 см; масса тела самцов 75—225 г, самок 70—145 г. Длина хвоста не превышает 3,5 см. Глаза открыты и снабжены подвижными веками, хотя почти не различимы в густом меху. Мех довольно длинный и пушистый, с выраженным шелковистым блеском. Окраска однотонная, от свинцово-серой до чёрной с тёмно-бурыми или коричневыми оттенками; брюхо с матовым отливом. В горных районах Южной Сибири преобладают тёмно окрашенные особи, в равнинных северных районах — с дымчатой окраской. Часто встречаются цветовые аберрации — белые, жёлтые и пятнистые особи. Длина волос летнего меха до 7,9 мм, зимнего — до 12,2 мм.
Внешний облик алтайского крота типичен для кротовых. У него массивное, округлое тело на относительно коротких ногах. Передние конечности приспособлены к роющей деятельности: кисти широкие, с оторочкой из щетинистых волос, вывернутые ладонями наружу. Пальцы соединены кожей до когтей. Мордочка суженная, заканчивается хоботком. Ушные раковины отсутствуют.

## Распространение
Алтайский крот распространён в западной и средней части Сибири, включая южную
Якутию. На западе граница его ареала проходит по Иртышу и Оби (выше Сургута); на востоке ареал охватывает Западное и Южное Прибайкалье, верховья Лены; на юге встречается в лесных биотопах Алтае-Саянской горной системы; на севере доходит до границы лесотундры. В Бурятии малочислен, населяет Восточные Саяны, Хамар-Дабан и Джидинский хребет. Встречается также в Северо-Западной Монголии.

## Образ жизни
Населяет лесные и лесостепные биотопы, за исключением заболоченных мест и песчаных почв. В горах поднимается до субальпийского пояса, где для его обитания пригодны злаково-разнотравные лужайки. В районах с вечной мерзлотой встречается в долинах рек. Тяготеет к редким смешанным лесам с густым разнотравьем, растущим на умеренно влажных рыхлых почвах. Лимитирующим фактором для присутствия алтайского крота является глубокое промерзание почвы при слабом снеговом покрове. Подходящие для его обитания участки имеют ограниченные размеры и изолированы друг от друга горной тайгой, поэтому ареал алтайского крота сильно мозаичен.
Образ жизни подземный, роющий. Подобно европейскому кроту, он выкапывает сложные системы подземных ходов, жилых и кормовых. Кротовины оставляет только на плотных почвах или при прокладке глубоких ходов. Зимой выкапывает туннели под снегом, в лесной подстилке. Активность круглосуточная, но в основном в утренние и вечерние часы. В спячку не впадает. Основу питания составляют дождевые черви; в качестве дополнения к рациону поедает и других почвенных беспозвоночных — многоножек, насекомых (проволочники, личинки двукрылых, долгоножек, майского жука, долгоносиков и жужелиц, гусеницы бабочек). Линька три раза в год: весенняя — в марте—мае, летняя — в июле—августе, осенняя — в сентябре—октябре.
Из-за подземного образа жизни природных врагов у крота мало. Он становится добычей различных птиц (сов, ворон, сорок) и хищных млекопитающих, лишь когда выходит на поверхность.

## Размножение
В отличие от других кротов алтайскому кроту присущ латентный период в развитии эмбриона: спаривание происходит с июня до начала августа, беременность длится около 270 дней, поскольку большую её часть занимает диапауза, когда плодное яйцо не развивается. Молодые рождаются в апреле—мае следующего года. В выводке бывает 3—6 детёнышей. В июне они уже мало отличаются от взрослых и начинают самостоятельную жизнь. Половозрелость самцов наступает на 2-м году жизни, самок — на 1-м году жизни. Продолжительность жизни 5 лет.

## Численность
Алтайский крот повсеместно малочислен, хотя и не относится к охраняемым видам. В первой половине XX в. в Бурятии и на Алтае добывался ради меха; с 1957 г. его шкурки не заготавливаются. Наиболее неблагоприятное воздействие на его популяцию оказывает уменьшение площадей хвойного леса и, как следствие, увеличение глубины промерзания почвы зимой.